# Maxdorf
Maxdorf là một đô thị thuộc thuộc huyện Rhein-Pfalz, bang Rheinland-Pfalz,phía tây nước Đức. Đô thị này có diện tích 7 km², dân số thời điểm ngày 31 tháng 12 năm 2006 là 6998 người.
Đô thị này có cự ly khoảng 11 km về phía tây của Ludwigshafen.
Maxdorf là thủ phủ của Verbandsgemeinde ("cộng đồng đô thị") Maxdorf.

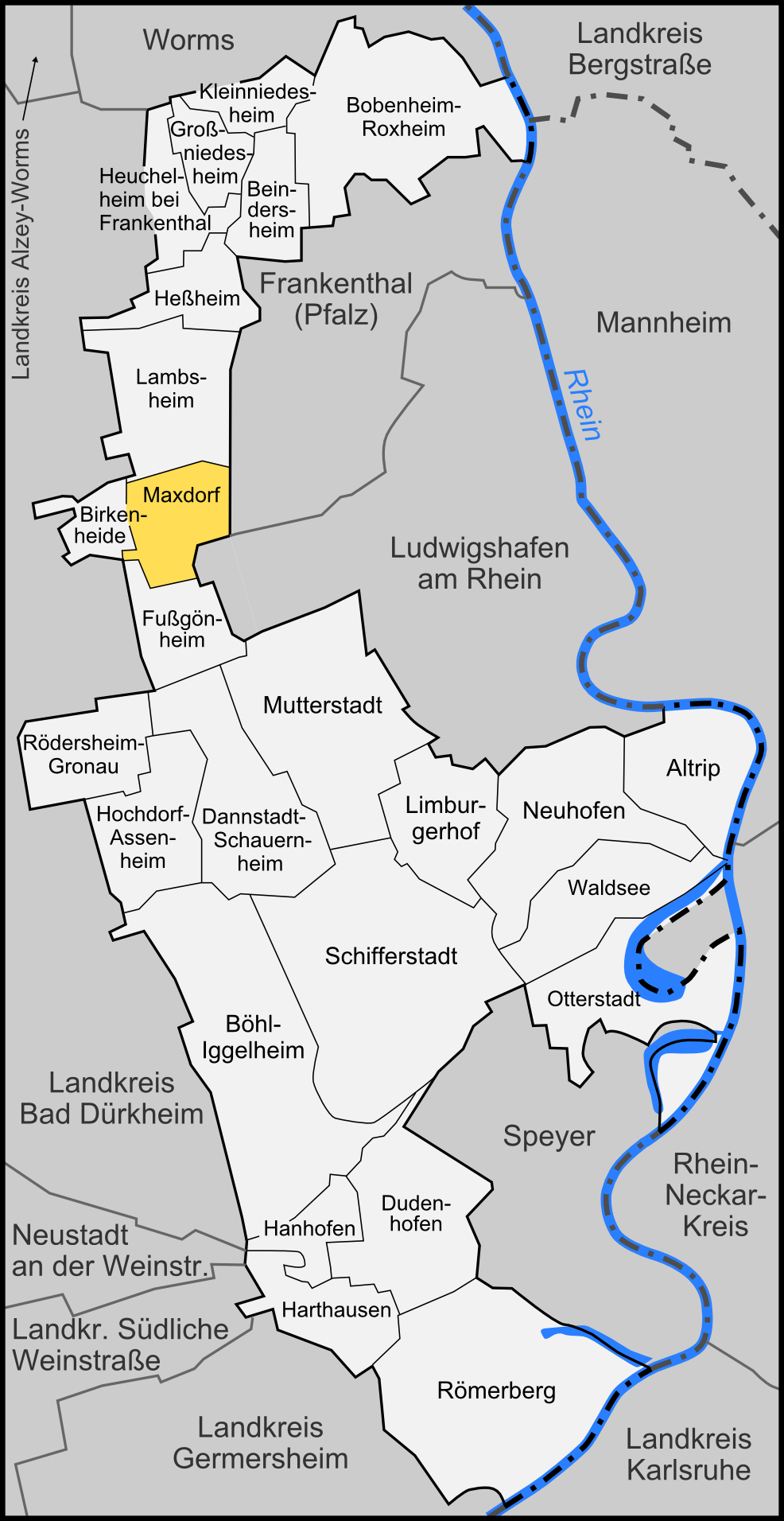